# Цупина балка
Цупина Балка (укр. Цюпина балка) — ботанический заказник общегосударственного значения на Украине. Расположен в пределах Александрийского района Кировоградской области, к югу от села Великая Андрусовка.
Площадь заказника составляет 36 га. Создан в соответствии с Указом Президента Украины от 10 марта 1994 года, № 79/94. Находится в ведении Велико-Андрусовского сельского совета.
Создан с целью охраны многих редких и лекарственных видов растений: наперстянка крупноцветковая, виды рода бородач, калерия гребенчатая, юринея верболистная, волчок пурпурный, шиповник колючейший, зопник клубненосный и зопник колючий, шалфей поникающий и земляничник наземный. Есть редкие виды боярышника, крушины и других. Значительные популяции образует астрагал шерстистоцветковый, занесённый в Красную книгу Украины.
Из животных встречаются барсук и слепыш Подольский.